# Chrysaora achlyos
Chrysaora achlyos (Zwarte zeenetel) is een schijfkwal uit de familie Pelagiidae. De kwal komt uit het geslacht Chrysaora. Chrysaora achlyos werd in 1997 voor het eerst wetenschappelijk beschreven door Martin, Gershwin, Burnett, Cargo & Bloom. 